# 브레인즈컴퍼니
브레인즈컴퍼니(Brainzcompany)는 대한민국의 IT인프라 통합관리 SW 기업이다. 본사는 서울특별시 성동구 성수2가제3동 성수이로 87 성문빌딩 8층이며 대표이사는 강선근이다.

## 상장
2021년 8월 19일에 주관사를 키움증권으로 공모가 25,000원에 코스닥 시장에 상장하였다.

## 참고문헌
1. ↑  "챗GPT 관련 기술도 확보"...'AI·클라우드' 폐달 밟는 브레인즈컴퍼니, 뉴스핌, 2023-01-31
2. ↑  “브레인즈컴퍼니, 인건비 증가 등 인수 이후 나타나는 성장통”, Insight Korea, 2023.06.20
3. ↑  브레인즈컴퍼니 ‘제니우스 로그매니저’ 주요 클라우드 서비스 공급자와 협력 체결,뉴스와이어, 2023-09-11